# Улица Маргутта
«Улица Маргутта» (итал. Via Margutta) — чёрно-белый фильм режиссёра Марио Камерини снятый в 1960 году на знаменитой виа Маргутта, небольшой улочке, служащей пристанищем богемы римского общества тех лет — художников, артистов, арт-дилеров…

## Сюжет
Название этого фильма отсылает нас к небольшой улице в самом сердце Рима, где живёт группа друзей: художников, скульпторов, певцов, дилеров от искусства, а также их любовниц и любовников. В фильме показан горький портрет их богемной жизни, между мечтами о славе и страданиями, их чаяниями и разочарованиями. Достаточно подробно показаны на экране несколько историй, которые переплетаются в итоге в одно целое. Отношения между персонажами выясняются на заключительной вечеринке, где все они в конечном счёте собираются.

## В ролях
- Антонелла Луальди — Доната
- Жерар Блен — Стефано
- Франко Фабрици — Джозуе
- Ивонн Фюрно — Марта
- Кристина Гайони — Мариза Маччеси
- Спирос Фокас — Марко Белли
- Клаудио Гора — Пиппо Кантиглиани
- Коррадо Пани — юноша
- Алекс Николь — Билл Роджерс
- Мэрион Маршалл — Грейс
- Вера Декормос — Грета
- Уолтер Брофферио — эпизодическая роль
- Барбара Флориан — Карлотта

## Премьеры
- Италия — 16 августа 1960 года премьера в Риме[1].
- Франция — 13 июня 1962 года премьера в Париже[1].
- США — 15 июля 1963 года[1].

## Интересные факты
- В тот же год, когда Федерико Феллини чествует художников на виа Венетто (в «Сладкой жизни»), Камерини отдаёт должное другой знаменитой римской улочке — Маргутта.
- Особо популярной виа Маргутта стала после выхода на киноэкраны фильма «Римские каникулы» (1953, реж. Уильям Уайлер) с Одри Хепбёрн и Грегори Пеком в главных ролях.
- На виа Маргутта жили Федерико Феллини и Джульетта Мазина, поселялись здесь актриса Анна Маньяни, знаменитый детский писатель Джанни Родари и бесчисленное число художников, например Ренато Гуттузо, Джорджо Де Кирико[2].